# Bob Hargreaves
Bob Hargreaves (eigentlich Robert V. Hargreaves; * 16. Februar 1944) ist ein ehemaliger neuseeländischer Kugelstoßer.
Bei den British Empire and Commonwealth Games 1966 in Kingston wurde er Fünfter.
Seine persönliche Bestleistung von 17,87 m stellte er am 11. Mai 1969 in Fresno auf.